# 行路工

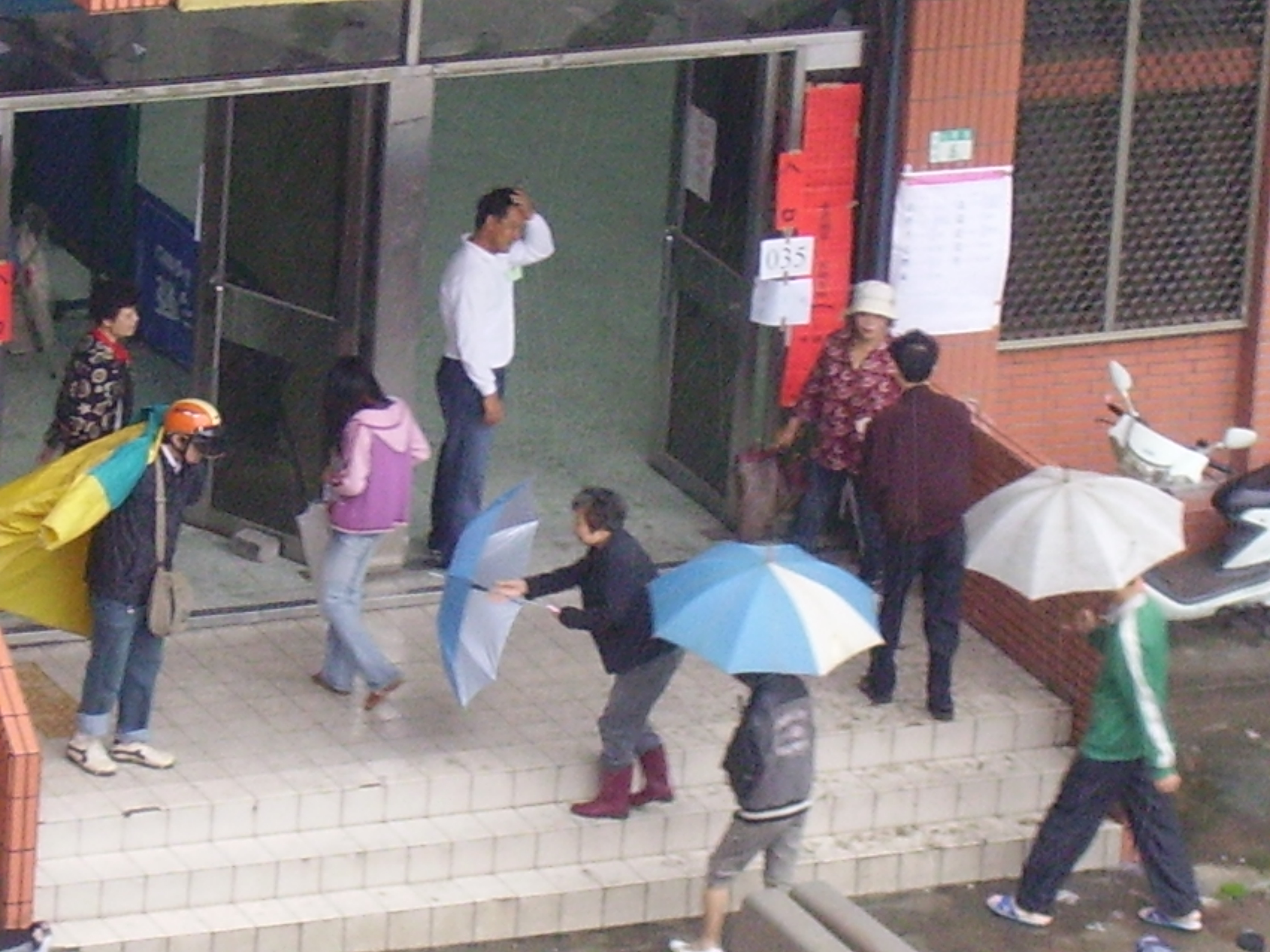
行路工為臺灣選舉的特殊現象。圖為臺灣選舉的投票場所及冒著豪雨參加投票的民眾

行路工（臺羅：kiânn-lōo-kang），官話多稱鞋底錢、走路工。原指為街頭運動、街頭助選、職業支持者……等，聚集人氣用、出沒於街頭、以日計薪的臨時雇員。今常指為臺灣選舉制度下小額買票行為的通稱。俗稱行路工的此種買票行為，可能構成賄選罪，依照中華民國法務部的標準，只要超過新臺幣30元金錢或禮品的交付或收受，即使以行路工為名，仍可能被認為具備投票行為的對價，而成為賄選罪的客觀構成要件之一
1980年代臺灣解嚴之後，因為《公職人員選舉罷免法》與相關子法的明文禁止，加上社會價值不同，行路工發放或類似的期約賄選行為雖時而所聞，但已不成為候選人勝選的必有要件。不僅如此，行路工傳聞在某程度上，反而成為影響臺灣選舉結果的負面新聞，此現象尤其於臺灣都會型選舉更為顯著。

## 簡介
在臺灣尚未有選舉制度之前，行路工通常為請託費用與代勞報酬的文雅說辭。1950年代之後，中華民國於臺灣實施地方自治選舉制度後，行路工則成為現金買票的代名詞，不過於人情濃郁臺灣農業社會，仍多為取代賄選的正面用語。行路工也可能是源於臺灣農業社會的「廟會」神明出巡文化，因為需要人力充場面，因此通常動用人情關係拉人，並給予免費的茶水點心作為回饋。
1990年代解嚴之後，臺灣選舉制度越臻完備，以「感謝選民撥空大駕『走』至投票地點」名義發放的此種小額現金買票，被認定為違法，兩造均有刑責，包攬行路工發放的主事者，在加重計刑下，最高甚至可被判十年以下有期徒刑，因此行路工成為「臺灣選舉文化中的負面用語」。

## 爭議
以法律層面來看，行路工即賄選的定義，在臺灣頗受爭議。原本在臺灣的法律規定下，臺灣選舉進行中，選舉權人及被選舉人間有關投票的交易行為，並有其社會相當性的「對價關係」（客觀構成要件），且「雙方均有賄選認知」（主觀構成要件）就可構成。除了現金之外，早期的香皂、味精、汗衫、彩色鍋或者近期常見的茶葉、洋酒、夾克或變相的摸彩品均是視為行路工。理論上，不論其價值高或低，只要雙方之交付及收受有對價關係，就符合賄選罪的客觀構成要件，但因為實務運作上往往難以認定被告的主觀犯意及對價關係的有無，所以法務部希望以超過新臺幣30元（客觀構成要件）切割偵查發動的必要性，30元以下不認為有對價關係；反之，若因超過30元而被認為有對價關係，且主觀上亦有賄選的故意時，就構成賄選罪。
但臺灣另有部分法界人士認為，行路工定義若過於嚴苛，反而不利執法並造成相關單位困擾。持此一主張的人認為，行路工若是用來催票或買票的承諾，當然構成賄選，如果不是，僅是慰勞參與選舉活動工作人員的薪給或報酬，則該列為選舉經費來看待。也就是說，是否構成賄選，還是要證明對價關係的有無，機械性地解釋法律只會造成個案的難以解釋。在此主張下，不少法界人士除了質疑30元上限的單一選舉文宣經費過於脫離現實，也希望能另立法區隔選舉相關人員薪給報酬經費與行路工的範疇。

## 影響
近年臺灣因社會風氣改變，行路工發放傳聞於某程度上，成為影響臺灣選舉結果的常見醜聞。另外，每逢臺灣選舉，均發生候選人指控或影射對方陣營發放行路工的說法與傳聞，也成為影響選情的極大因素。其中又以2005年臺北縣長選舉候選人羅文嘉、2006年高雄市長選舉候選人黃俊英等行路工事件最為顯著。
「行路工」一詞亦因選舉事件之媒體報導而成為流行口語，臺灣每日一物網站瘋狂賣客，亦以「行路工」來定義其購買價格，取其字面之義來引申為運送費用或者網站工作人員之訂單處理費。